# Östtimor i olympiska sommarspelen 2004
Östtimor i olympiska sommarspelen 2004 bestod av 2 idrottare, en man och en kvinna, som blivit uttagna av Östtimors olympiska kommitté.

## Friidrott
Herrar
Bana, maraton och gång
| Idrottare            | Gren    | Final    | Final     |
| Idrottare            | Gren    | Resultat | Placering |
| -------------------- | ------- | -------- | --------- |
| Gil da Cruz Trindade | Maraton | DNF      | -         |

Damer
Bana, maraton och gång
| Idrottare     | Gren    | Final    | Final     |
| Idrottare     | Gren    | Resultat | Placering |
| ------------- | ------- | -------- | --------- |
| Agueda Amaral | Maraton | 3:18:25  | 65        |